# Dreistecken
Dreistecken är en bergstopp i Österrike.   Den ligger i distriktet Liezen och förbundslandet Steiermark, i den centrala delen av landet, 170 km sydväst om huvudstaden Wien. Toppen på Dreistecken är 1 759 meter över havet.
Terrängen runt Dreistecken är huvudsakligen bergig, men åt sydväst är den kuperad. Närmaste större samhälle är Rottenmann, 7,8 km norr om Dreistecken. 
I omgivningarna runt Dreistecken växer i huvudsak blandskog. Runt Dreistecken är det ganska glesbefolkat, med 42 invånare per kvadratkilometer.